# 1951-es magyar női kosárlabda-bajnokság
Az 1951-es magyar női kosárlabda-bajnokság a tizenötödik magyar női kosárlabda-bajnokság volt. A bajnokságot teljesen átszervezték. A csapatok területi (budapesti és megyei) bajnokságokban játszottak, a győztesek (Budapestről és egyes megyékből több helyezett is) az országos középdöntőben, majd az országos döntőben küzdöttek tovább a végső helyezésekért. Budapesten tizenkét csapat indult el, a csapatok két kört játszottak. Az országos fordulókban már csak egy kör volt.
Névváltozások:
- A Közalkalmazottak SE új neve Bp. Petőfi lett.
- A Textiles SE új neve III. ker. Vörös Lobogó lett.
- A BSE új neve Bp. Petőfi VTSK lett.
- A Bőrgyári DSE új neve VL Duna Cipőgyár lett.
- A Testnevelési Főiskola Haladás a Testnevelési Főiskola MEFESZ új neve.

## Országos döntő
| #  | Csapat             | M | Gy | V | K+  | K-  | P  |
| -- | ------------------ | - | -- | - | --- | --- | -- |
| 1. | Bp. Petőfi         | 5 | 5  | 0 | 298 | 89  | 10 |
| 2. | Bp. Előre          | 5 | 4  | 1 | 187 | 126 | 8  |
| 3. | Bp. Lokomotív      | 5 | 2  | 3 | 118 | 170 | 4  |
| 4. | Szolnoki Honvéd    | 5 | 2  | 3 | 139 | 162 | 4  |
| 5. | Komáromi Lokomotív | 5 | 1  | 4 | 111 | 205 | 2  |
| 6. | Pécsi Lokomotív    | 5 | 1  | 4 | 124 | 225 | 2  |

* M: Mérkőzés Gy: Győzelem V: Vereség K+: Dobott kosár K-: Kapott kosár P: Pont

## Országos középdöntő
- Budapest: Pécsi Lokomotív 6, Szegedi Postás 4, Szekszárdi Építők 2, Nagykanizsai Lokomotív 0 pont
- Pécs: Bp. Lokomotív 6, Salgótarjáni Vasas 4, Bajai Építők 2, Pétfürdői Szikra 0 pont
- Sopron: Bp. Petőfi 6, Nagykőrösi Kinizsi 4, Szombathelyi Lokomotív 2, Nagyatádi Kinizsi 0 pont
- Szeged: Komáromi Lokomotív 6, Soproni Lokomotív 4, III. ker. Vörös Lobogó 2, Diósgyőri Vasas 0 pont
- Ózd: Bp. Előre 6, Székesfehérvári Építők 4, Ózdi Vasas 2, Békési ÁGSE 0 pont
- Diósgyőr: Szolnoki Honvéd 4, Bp. Petőfi VTSK 2, Debreceni Lokomotív 0 pont

## Budapesti csoport
| #   | Csapat                        | M  | Gy | D | V  | K+   | K-   | P  |
| --- | ----------------------------- | -- | -- | - | -- | ---- | ---- | -- |
| 1.  | Bp. Petőfi                    | 22 | 22 | 0 | 0  | 1816 | 577  | 44 |
| 2.  | Bp. Előre                     | 22 | 18 | 0 | 4  | 1242 | 840  | 36 |
| 3.  | III. ker. Vörös Lobogó        | 22 | 16 | 1 | 5  | 1189 | 841  | 33 |
| 4.  | Bp. Petőfi VTSK               | 22 | 14 | 0 | 8  | 827  | 771  | 28 |
| 5.  | Bp. Lokomotív                 | 22 | 13 | 1 | 8  | 951  | 990  | 27 |
| 6.  | VL Duna Cipőgyár              | 22 | 12 | 1 | 9  | 909  | 970  | 25 |
| 7.  | Testnevelési Főiskola Haladás | 22 | 10 | 1 | 11 | 805  | 866  | 21 |
| 8.  | Szikra Nyomda                 | 22 | 8  | 0 | 14 | 893  | 1023 | 16 |
| 9.  | VL Magyar Pamut               | 22 | 5  | 0 | 17 | 758  | 1171 | 10 |
| 10. | VM Közért                     | 22 | 5  | 0 | 17 | 720  | 1121 | 10 |
| 11. | Bp. Építők                    | 22 | 5  | 0 | 17 | 703  | 1143 | 10 |
| 12. | Bp. Kinizsi                   | 22 | 2  | 0 | 20 | 610  | 1110 | 4  |

* M: Mérkőzés Gy: Győzelem D: Döntetlen V: Vereség K+: Dobott kosár K-: Kapott kosár P: Pont